# Marienberg (Mouanko)
Pour les articles homonymes, voir Marienberg.
Marienberg, autrefois appelé Sobikat puis Elog Ngango, est un village de la commune de Mouanko, dans le département de la Sanaga-Maritime et la région du Littoral au Cameroun.

## Géographie
Située sur la rive droite de la Sanaga à l'est et en amont de Mouanko, il  est desservi par la route D58 à 45 km au sud-ouest du chef-lieu départemental Édéa.

## Histoire
A la fin du XIXe siècle, la Congrégation catholique pour l'évangélisation des peuples (Propaganda Fide) confie aux Pères pallotins allemands la préfecture apostolique du Kamerun créée le 18 mars 1890. Les missionnaires dirigés par le Père Heinrich Vieter arrivent à Cameroon Town (aujourd'hui Douala) le 25 octobre 1890. Indésirables dans cette ville dévolue aux protestants, c'est le village de Sobikat (Elog Ngango) et le roi Toko qui accueillent en 1890, les Pères pallotins sur une presqu'île surélevée en rive droite de la Sanaga achetée pour 1500 marks. Marienberg ou colline de Marie en langue allemande devient la première station missionnaire catholique du pays. Les évêques du Cameroun ont fait de ce village, berceau de l'église catholique camerounaise, le  Centre national de pèlerinage en 1990 avec une grotte mariale où les pèlerins viennent prier sur une statue de la vierge Marie.

## Cultes
La paroisse catholique Marie Reine des Apôtres de Marienberg, mission fondée le 8 décembre 1890 est la plus ancienne du Cameroun. Elle est, ainsi que le Sanctuaire Marial, rattachée à la zone pastorale du lac Ossa du diocèse d'Edéa.